# کاکلی (شیروان)
کاکلی روستایی در دهستان قوشخانه بالا بخش قوشخانه شهرستان شیروان استان خراسان شمالی ایران است.
مردم این روستا به زبان کرمانجی سخن می‌گویند

## جمعیت
بر پایه سرشماری عمومی نفوس و مسکن در سال ۱۳۹۵ جمعیت این مکان ۳۹۰ نفر (۱۳۸خانوار) بوده‌است.